# Ogodai
Ogodai (în mongolă ᠣᠭᠡᠳᠡᠢ ᠬᠠᠭᠠᠨ, transliterat: Ögedei qaγan, mongolă chirilică: Өгэдэй хаан, transliterat: Ögedei Haan: „generos”), uneori retranscris prin Ögödei / Ugudai, născut prin 1186, mort la 11 decembrie 1241, fiu al lui Genghis Han (mort în 1227), a fost al doilea hagan (han suprem / Mare Han al mongolilor), din 1227 până în 1241. 
A fost fratele lui Jochi, Djaghatai și Tolui.

## Biografie

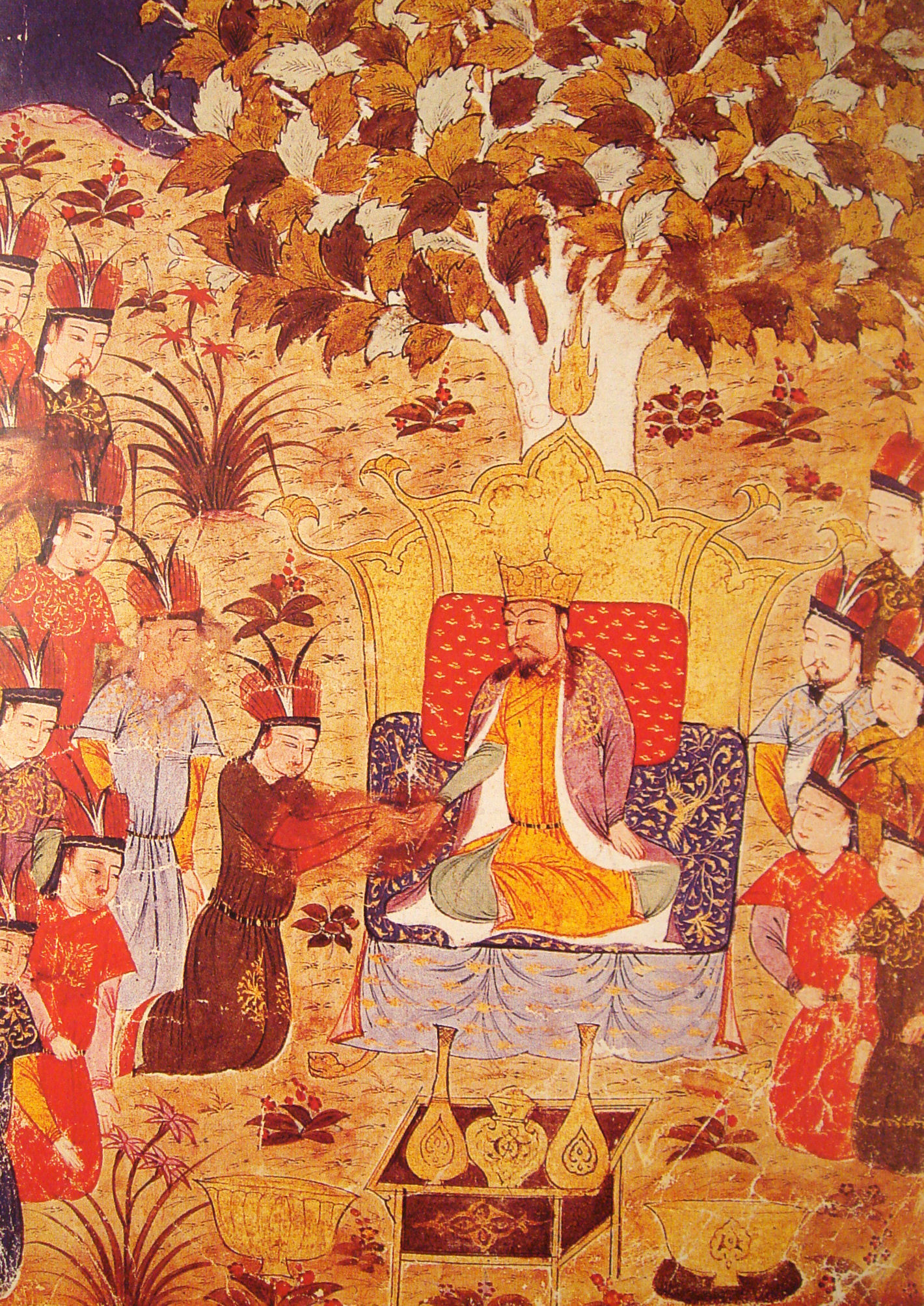
Încoronarea lui Ogodai

Ogodai este al treilea fiu al lui Genghis Han și al soției sale principale, hatan, Borte / Börte.
El a înființat un sistem eficient de relee poștale în vastul Imperiu Mongol.
A învins dinastia Jin (1115-1234) în 1234.
Sub domnia sa a avut loc, începând din 1237, cucerirea stepelor ruse de către armata mongolă condusă de Batu, nepotul său și crearea Hoardei de Aur.

## Karakorum
În 1218–1219, Genghis Han și-a adunat trupele pentru campania împotriva Imperiului Khwarazmian într-un loc numit Karakorum, dar se spune că întemeierea reală a orașului a avut loc abia în 1220. Până în 1235, Karakorum era abia un oraș de iurte; abia după înfrângerea Imperiului Jin, succesorul lui Genghis, Ogodai, a ridicat zidurile orașului și a construit un palat fix.
Ogodai Han a dat decretul de a construi Tumen Amgalan Ord (în română: „Palatul Miriadei Păcii”; iar Wan'angong, în chineză) în 1235, la un an după ce a învins dinastia Jin. Construcția s-a terminat într-un an.
Sub Ogodai și succesorii săi, Karakorum a devenit un loc important pentru politica mondială.

## Succesiune
Văduva sa Töregene a asumat regența din 1241 până în 1246, data alegerii fiului lor Güyük, hagan (Mare Han) din 1246 până în 1248.
Văduva lui Güyük, Oghul Qaimich a asumat regența până la 1 iulie 1251, dată la care Berke a reunit quriltai-ul și l-a proclamat pe Möngke (care a domnit între 1251 și 1259) Mare Han / Hagan. Lui Möngke i-a succedat Kubilai (care a domnit din 1260 până în 1294), ambii fiind nepoți (de frate) ai lui Ogodai. Ogodeizii, al căror fief era centrat pe Mongolia, au fost, prin urmare, total excluși de la putere.